# Free Derry
Free Derry är det nationalistiska område i staden Derry på Nordirland som förklarade sig självständigt mellan 1969 och 1972 och utgjorde i praktiken en fristat, ungefär som Christiania i Köpenhamn.
Områdets invånare byggde barrikader och beväpnade sig för att hindra polis och militär från att inta området. Provisoriska IRA försvarade området med ledare såsom Martin McGuinness.

## Geografi och namn
På en väggmålning målad i januari 1969 står:  “You are now entering Free Derry". Torget här kom av invånarna själva att kallas Free Derry Corner, medan media helt enkelt talade om "the area". The Museum of Free Derry  beskriver bostadsområdet Bogside, Brandywell, Creggan, Bishop Street och Foyle Road som Free Derry.

## Ledningen för fristaden

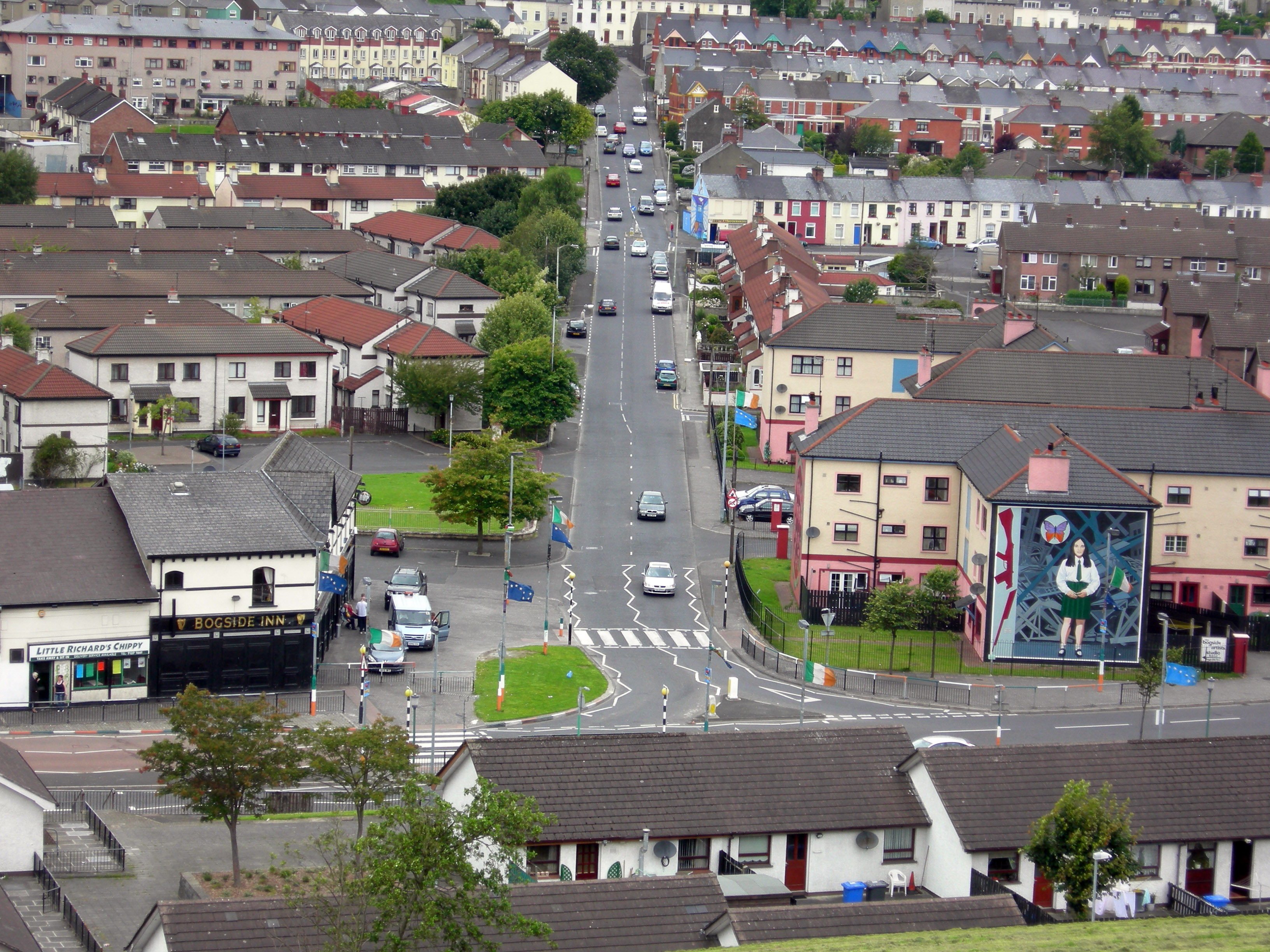
Westland Street, i Bogside.Högkvarteret för Derry Citizens Defence Association är på nr 10.

Fristaden leddes ifrån Westland street 10, Patrik Dohertys hus.

### Ledningen
- Patrik Doherty (Provisoriska IRA)
- Johnnie White (Officiella IRA)
- Martin McGuinness(Provisoriska IRA)
- Eamonn McCann vice ordförande (medborgarrättsrörelsen)
- Bernadette Devlin (Medborgarrättsrörelsen)
- Seán Keenan ordförande (Medborgarrättsrörelsen)
- Fionnbarra O'Dochartaigh (Provisoriska IRA)

Det finns delade meningar:En del anser att efter 1969 tar IRA över hela ledningen av Derry Citizens Defence Association och Medborgarrättsrörelsen inflytande minskar i organisation. Andra menar att organisationen upphör att existera i slutet av 1969 och Provisoriska IRA tar över hela ledningen av fristaden.

## Bakgrund
Derry ligger på gränsen mellan Nordirland och Irland. Nationalisterna (anhängare till ett enat Irland) har varit i majoritet i staden sen Irland delades och likväl styrdes staden av unionisterna genom ett valsystem som byggde på att bara de som bor i stadskärnan hade rösträtt, med andra ord inte enligt principen "en man - en röst". Eftersom majoriteten av katolikerna var fattiga arbetare hade de inte råd att bo centralt och saknade därmed rösträtt. Dessutom var valkretsarna indelade på ett sådant sätt att de flesta valkretsar fick en majoritet av unionister genom att gränsen gick zick-zack in i angränsande områden där det bodde unionister, och även kunde bestå av öar med unionister för att de skulle få majoritet. De nationalister som skulle gjort att valkretsar fått en katolsk majoritet fick istället tillhöra en enda valkrets med nästan hundra procent nationalister. Detta sätt att indela valkretsar kallas på engelska för Gerrymandering, uppkallat efter en amerikansk 1800-talspolitiker som manipulerade valkretsar på sådant sätt.
År 1968 började katolikerna protestera mot detta högst orättvisa system. En medborgarrättsorganisation bildades, vilken uppmuntrade folk att demonstrera och på andra sätt visa sitt ogillande. Unionisterna svarade med att förbjuda marscherna och skicka ut polis.
Nordirland införde också en ny lag som gav polisen rätt att arrestera och fängsla sådana människor som misstänks förbereda sig att utöva våld. Dessa får hållas i upp till sex månader, och detta kan ske utan rättegång.

## Första barrikaden
Den 1 januari 1969 anordnades en marsch för rätten att få rösta oavsett var i Derry man bor. Nationalisterna fick även hjälp av demonstranter från andra håll. Den 4 januari når dessa Derry och möts av motdemonstranter som börjar använda våld. Ett flertal nationalister måste föras till sjukhus av sina skador. Polisen kan inte skydda demonstranterna utan tvingar in dem till Bogside, där polisen tror demonstranterna ska vara säkra från motdemonstranternas hätska utfall. Tidigt den 5 januari går en mobb in i St. Columb's Wells och Lecky Road i Bogsideområdet, där de misshandlar de boende och krossar fönster. Efter middagen svarar de boende med att bygga barrikader och beväpna sig, eftersom de inte ansåg polisen vara i stånd till att kunna försvara dem. Polisen tillåts inte heller gå in i området. En vaktstyrka bildades som patrullerade gatorna. En lokal aktivist vid namn John "Caker" Casey målade den numera klassiska väggmålningen "You are now entering Free Derry". Det är nu området börjar kallas ”Free Derry”. Den 7 januari utökades området till att även omfatta kvarteret Creggan samt intilliggande, nationalistiska gator.
Piratradiostationen, kallad "Radio Free Derry", hade dagliga utsändningar för att uppmuntra de boende i området.

## Januari - mars 1969
Under de närmaste tre månaderna kom ungdomar från området att utkämpa regelrätta gatustrider med polisen vid ett flertal tillfällen. Polisen drev alltid tillbaka upprorsmakarna till Free Derry, men var mycket obenägen att själv gå in där.

## April 1969
Ian Paisleys trogna, hans så kallade Paisleyites, hamnade ofta i bråk med medborgarrättsaktivister. Polisen trädde som vanligt in och drev nationalisterna tillbaka till Bogside. En natt gick 400 i kravallutrustade poliser in i området och misshandlade flera boende samt tog över kontrollen av Bogside.Polisen sökte efter illegala vapen. De boende tvingades retirera till Creggan. Kort efteråt gav de polisen ett ultimatum att den måste ha lämnat Bogside inom två timmar annars skulle de helt enkelt bli utkastade. Polisen fann för gott att dra sig tillbaka när det återstod femton minuter av de två timmarna.

## Slaget om Bogside
Huvudartikel Slaget om Bogside
12 augusti 1969 skulle Oranienorden hålla sin årliga marsch.
IRA:s Martin McGuinness var den egentliga organisatören av försvaret av Free Derry, även om Patrik Doherty hade det operativa ansvaret. Unionister ledda av Ian Paisley demonstrerade för Oranienordens rätt att även få gå genom Derrys katolska områden. Människor som var för och som var emot paraden började bråka. Polisen gick in i Bogside men möttes av ett regn av stenar och bensinbomber. Försvaret var väl organiserat och hade även uppbådat frivilliga läkare och sjuksköterskor som skötte om dem som skadats. Med hjälp av walkietalkies kunde IRA:s sambandscentral dirigera sina trupper där de bäst behövdes. Det ursinniga motståndet tvingade polis och Paisleys unionister att lämna området efter tre dagars våldsamheter (12-15 augusti).
Den brittiska armén satte in trupper men dessa fick order om att inte gå in i Bogside. London insåg att Nordirlands regering inte kunde klara av situationen och tog över ansvaret för lag och ordning. Polis och militär fick dessutom förhållningsordern att inte ens gå in i Free Derry.
Den 30 och den 31 augusti firade Bogside-borna segern med en stor fest, och många kända irländare var med. Firades på Free Derry Corner.

## Den blodiga söndagen
Huvudartikel Den blodiga söndagen
’Den blodiga söndagen’ (Bloody Sunday - på irländska Domhnach na Fola) är benämningen på 30 januari 1972. Denna dag demonstrerade många katoliker i den nordirländska staden Derry mot den brittiska politiken. Fjorton obeväpnade män och pojkar sköts ihjäl och tretton sårades av brittiska soldater. En låt av U2, Sunday, Bloody Sunday, handlar om den dagen, Paul McCartneys "Give Ireland Back to the Irish" och John Lennons sång "The Luck of the Irish" likaså.

## Operation Motorman
Huvudartikel Operation Motorman
Den 31 juli 1972 gick myndigheterna in i Free Derry med stridsvagnar och militär. Invånarna insåg att de aldrig skulle kunna försvara sig mot en sådan övermakt och gjorde därför inget motstånd över huvud taget. Därmed slutade utopin Free Derry att existera.